# Make-Make

Icona que representa Make-Make

Make-Make, també escrit Makemake, és una deïtat polinèsica de la mitologia rapa nui.

## Descripció
En la mitologia rapa nui, Make-Make es considerava el creador del món. Com que és una illa molt apartada, amb el pas del temps, les peticions dels rapa nui cap als déus estaven molt lligades a l'adquisició d'aliments. Per això Make Make, llegendària deïtat d'un origen més guerrer (matato’a) desplaçaria al quasi oblidat Haua, així com també a Tangaroa, el déu major polinesi. Per això Make-Make està també relacionat amb la fertilitat.
Posteriorment, els conflictes interns, en què es destruïren la major part dels moais, feren sorgir com a resposta un culte diferent a Make-Make; ara present en la cerimònia del tangata manu ('home ocell'), en què els distints clans competien anualment pel poder polític de l'illa de Rapa Nui.
En alguns pobles de la Polinèsia, Make-Make es representa com la unió de dues aus mirant en sentits contraris.

## El mite
El mite explica que després que Make-Make creàs la Terra sentia que alguna cosa hi mancava. Un dia va prendre una carabassa que contenia aigua, i amb sorpresa s'adonà que en mirar a l'aigua, s'hi veia el seu rostre reflectit. Make-Make saludà la seua pròpia imatge mentre observava que s'hi veia un bec, ales i plomes. Així va ser com, mentre observava el seu reflex, en aquest moment un ocell se li posà a l'espatlla. Observant la gran similitud entre la seua imatge i l'ocell, uní el seu reflex al de l'ocell, i nasqué així el seu primogènit.
Però, malgrat això, Make-Make volgué crear un ésser que tingués la seua imatge, que parlàs i pensàs com ell volia. Primerament fecundà les aigües marines, i hi aparegueren els peixos. Aquest no era el resultat esperat, i per això fecundà una pedra acolorida que hi havia a terra i en sorgí un home.
Make-Make estava molt content d'haver-lo creat, perquè era així com el desitjava; però va observar que es veia molt solitari i per això creà també una dona.
Molt de temps després, Make-Make se li apareixeria en somnis a Hau-Maka, i li indicaria com arribar a una illa deshabitada (l'illa de Pasqua), perquè en aquest lloc tinguessen la seua nova llar el rei Hotu Matu'a i el seu poble.
Make-Make i Haua portarien les aus als motu (illots) enfront de Rano Kau i així se li retria culte amb la cerimònia anual de tangata manu ('l'home ocell').

## Objecte astronòmic
La Unió Astronòmica Internacional ha assignat la denominació Makemake a l'objecte transneptunià conegut anteriorment com a 2005 FY9, i és el quart planeta nan reconegut, i el primer que es correspon amb un déu de la mitologia rapa nui.